# Vela International Marine
Pour les articles homonymes, voir Vela.

Vela International Marine est une filiale de Saudi Aramco créée en 1984 et spécialisée dans le transport maritime. En 2008, elle possède 19 Very Large Crude Carriers et quatre autres navires. 

## Flotte
- Sirius Star 318 000 tpl.
- Aries Star  -- 317 000 tpl.
- Capricorn Star  -- 317 000 tpl.
- Leo Star  -- 317 000 tpl.
- Pisces Star  -- 317 000 tpl.
- Hydra Star -- 305 800 tpl.
- Orion Star-- 305 700 tpl.
- Carina Star-- 305 600 tpl.
- Columba Star-- 304,600 tpl.
- Dorado Star -- 304 600 tpl.
- Alphard Star-- 301,800 tpl.
- Gemini Star-- 301,800 tpl.
- Suhail Star-- 301 800 tpl.
- Shula Star-- 301 500 tpl.
- Polaris Star-- 301 500 tpl.
- Hamal Star-- 301 500 tpl.
- Mirfak Star-- 301 500 tpl.
- Pherkad Star-- 301 300 tpl.
- Markab Star-- 301 200 tpl.
- Al Bali Star-- 291 400 tpl.
- Libra Star-- 291 400 tpl.
- Phoenix Star--291 400 tpl.
- Aldebaran Star-- 97 160 tpl.
- Al Mahad -- 48 530 tpl.
- Al Safaniya -- 48 530 tpl.
- Mars Glory -- 29 900} tpl.
- Venus Glory -- 29 900 tpl.
- Albahah -- 47 200 tpl.
- Shaybah -- 47 180 tpl.